# NINE DIRTS AND SNOW WHITE FLICKERS
『NINE DIRTS AND SNOW WHITE FLICKERS』（ナイン ダーツ アンド スノー ホワイト フリッカーズ）は、鬼束ちひろの3作目（通算7作目）のライブ映像集。

## 解説
2008年8月6日に発売された。発売同日には、シングル「蛍」が同時発売される。初回プレス盤には前述のシングルとの連動応募キャンペーンの応募券が付属している。
本作は、2008年4月26日に渋谷Bunkamuraオーチャードホールにて行われた、単独公演としては4年8ヶ月振りとなったプレミアムコンサート『CHIHIRO ONITSUKA CONCERT NINE DIRTS AND SNOW WHITE FLICKERS』の模様を収録している。

## 収録曲
1. ARIA DA CAPO
  - 富樫春生によるピアノ独奏によって、ヨハン・ゼバスティアン・バッハ作曲の「ゴールドベルグ変奏曲」よりアリアダ・カーポが演奏される。
2. SUNNY ROSE
  - 本公演で初めて披露された新曲。鬼束のアカペラのみで構成されている。
3. Cage
4. 流星群
5. infection
6. 眩暈
7. everyhome
8. なごり雪
  - かぐや姫のカバー曲。
9. You've Got A Friend
  - キャロル・キングのカバー曲。
10. Angelina
11. MAGICAL WORLD
12. 僕等 バラ色の日々
13. いい日旅立ち・西へ
14. Sign
15. 私とワルツを
16. 月光
17. 蛍